# دوغ دي
دوغ دي (بالإنجليزية: Doug Dye)‏ هو عالم نيوزيلندي، ولد في 12 يوليو 1921، وتوفي في 18 ديسمبر 2005.